# Осень (мультфильм)
«Осень» — советский полнометражный мультипликационный фильм по рисункам А. С. Пушкина.
Третий фильм биографического цикла по рисункам и текстам Пушкина. В мультфильм — трилогию также входят: «Я к вам лечу воспоминаньем…», «И с вами снова я…»
За эту трилогию Андрей Хржановский в 1986 году награждён Государственной премией РСФСР.

## Создатели
| Автор сценария и режиссёр                              | Андрей Хржановский                                                               |
| Художник-постановщик                                   | Юрий Батанин                                                                     |
| Художник                                               | Гелий Аркадьев                                                                   |
| Кинооператоры                                          | И. Скидан-Босин, В. Струков                                                      |
| Композитор                                             | Альфред Шнитке                                                                   |
| Звукооператор                                          | Владимир Кутузов                                                                 |
| Стихи и прозу А. С. Пушкина читает                     | Сергей Юрский                                                                    |
| Художники-мультипликаторы                              | Л. Маятникова, Елена Малашенкова, В. Пальчиков, Юрий Батанин, Роман Митрофанов   |
| Художник-мультипликатор                                | Юрий Норштейн. Эпизоды «Поэт и чернь», «Вновь я посетил», «Памятник», «Прощание» |
| Народная музыка в исполнении ансамбля под руководством | Дмитрия Покровского                                                              |
| Редактор                                               | Раиса Фричинская                                                                 |
| Директор картины                                       | Григорий Хмара                                                                   |
| Научный консультант Доктор филологических наук         | Уран Гуральник                                                                   |

Киностудия благодарит сотрудников Государственного музея А. С. Пушкина, Института русской литературы, музея-заповедника в селе Большое Болдино и музея-квартиры А. С. Пушкина за помощь в работе.